# Эбботт, Стив (писатель)
Стив Эббот (Стивен Юджин Эббот, англ. Stephen Eugene Abbott; 21 декабря 1943, Линкольн, Небраска — 2 декабря 1992, Сан-Франциско) — американский поэт, прозаик, критик.
Окончил Университет Небраски в Линкольне. Затем продолжил образование в Университете Эмори в Атланте, где выступил организатором городского отделения Фронта освобождения геев и был редактором гей-отдела в контркультурной газете The Great Speckled Bird.
С 1974 года жил и работал в Сан-Франциско. Публиковал критические статьи и очерки в ЛГБТ-прессе города — газетах Bay Area Reporter и San Francisco Sentinel, журнале The Advocate. Издавал литературный журнал Soup. На страницах своего журнала впервые предложил термин Новый нарратив для круга сан-францисских авторов, противопоставивших себя Школе языка и настаивавших на автобиографическом письме, принимающем во внимание телесность и сексуальность автора. В 1981 году организовал писательскую конференцию Left/Write, ставшую ключевым событием для этого литературного направления.
Автор нескольких книг стихов и прозы, в 1993 году посмертно издан роман «Клуб „Ящерица“» (англ. The Lizard Club). Критические статьи и очерки собраны в книге «Косой взгляд: Постмодернистские исследования» (англ. View Askew: Postmodern Investigations; 1989). В 2019 году издан том избранных сочинений «Прекрасные чужаки» (англ. Beautiful Aliens).
Был женат (с 1969 года) на Барбаре Биндер (1946—1973), аспирантке отделения психологии Университета Эмори (погибла, будучи сбита машиной). Дочь Алисия Эббот (род. 1970) опубликовала в 2013 году книгу воспоминаний «Волшебная страна: Воспоминания о моём отце» (англ. Fairyland, A Memoir of My Father), по которой снят кинофильм «Волшебная страна» (продюсер София Коппола, в роли Стива Эббота Скут Макнейри).